# Терміні
41°54′02″ пн. ш. 12°30′06″ сх. д. / 41.900648° пн. ш. 12.501755° сх. д.
Термі́ні (італ. Termini) — будівля центрального залізничного вокзалу в столиці Італії, місті Римі. З 23 грудня 2006 року має ім'я папи Івана Павла ІІ.

## Історія
Перша будівля вокзалу відкрита на пагорбі Есквілін 1867 року і названа за термами Діоклетіана, що розташовані біля вокзалу. З 1938 року вокзал здійснюється перебудова за проектом архітектора Анджіоло Маццоні, яку перервала Друга світова війна. 1947 року зупинене війною будівництво було відновлено за новим модерністським проектом із залізобетону з традиційною для Рима облицюванням із травертину. Завершили будівництво 1950 року (Архітектори: Leo Calini, Massimo Castellazzi, Vasco Fadigati, Eugenio Montuori, Achille Pintonello, Annibale Vitellozzi, 1948-51 роки). За значні розміри римляни прозвали цю будівлю, «динозавром» («Dinosauro»).
До Ювілейного 2000 року проведено модернізацію будівлі, під будівлею вокзалу створено торговий центр — Forum Termini.
Головний зал вокзалу збудовано в стилі модернізму. Довжина становить 128 м, ширина - 32 м. Неподалік, при вході до вокзалу, видно залишки Сервієвої стіни 4 ст. до н. е.
Roma Termini належить до товариства GrandiStazioni S.p.A., яке включає в себе 13 інших великих вокзалів Італії. Вокзал крім поїздів далекого сполучення Pendolino-/Eurostar, також з'єднаний із системою метро Рима (лінії А та В). З вокзалу йде прямий зв'язок поїздом Leonardo Express до Міжнародного аеропорту імені Леонардо да Вінчі (Rom-Fiumicino).